# نقطة تبادل إنترنت

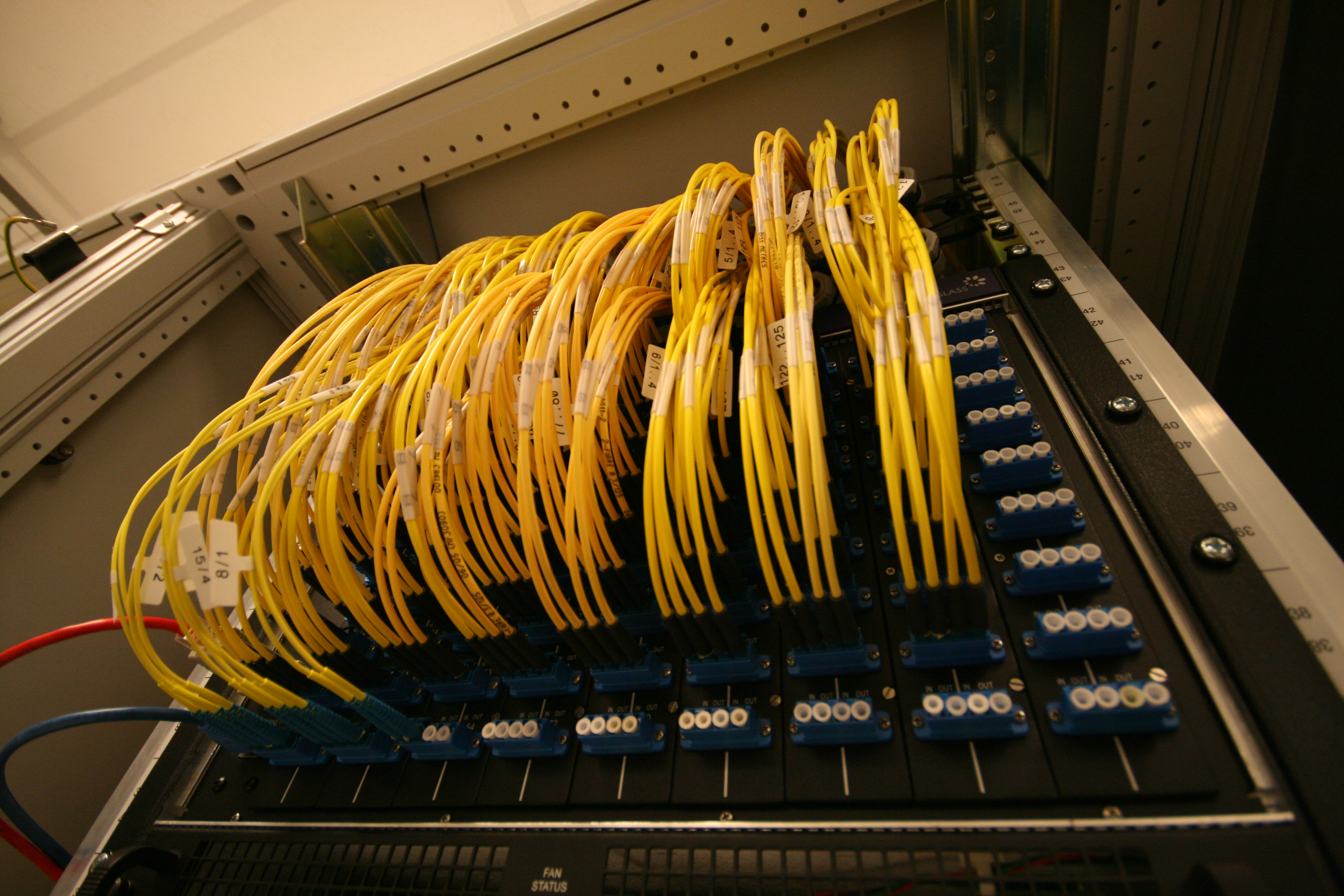
لوحة توصيل بصرية لنقطة تبادل الإنترنت AMS-IX، في أمستردام، هولندا.

نقطة تبادل إنترنت (بالإنجليزية: Internet exchange point)‏ ويعرف أيضًا بمسمى مقسم الإنترنت يتطلب تأسيس نقطة لتبادل الإنترنت التعاون بين العديد من لاعبي الأدوار، على الأقل بالنسبة لـموفري خدمة الإنترنت وموفري البيانات الأخرين الذين سيتبادلون الحركة في نقطة تبادل الإنترنت. في الوقت الذي قد يعرب فيه بعض موفري خدمة الإنترنت عن المعارضة المبدئية للتعاون مع المنافسين المحتملين، إلا أن جمعية الإنترنت تعتقد أن تجربة تأسيس حددة لنقاط تبادل الإنترنت توجد ُنقاط تبادل الإنترنت حتى الآن تشير إلى أنه مع وجود السياسات المؤسسية الملائمة الم زيادة كبيرة في العمل بشكل تعاوني للتقليل من تكاليف توجيه الحركة. يمكن أن تضمن هذه السياسات التوزيع العادل للفوائد قلل من المخاوف بشأن المنافسة. ُفيما بين موفري خدمة الإنترنت المشاركين وقد تقلل من المخاوف بشأن المنافسة.